# 松岡理穂
松岡 理穂（まつおか りほ、1985年7月25日 - ）は、日本のAV女優。

## 略歴
- 2004年 - AVデビュー。

## 出演作品
2004年
- 恥ずかしいコト。 （12月25日、アウダースジャパン）
- 風船で遊ぶ100の方法 No.8（12月パープルバナナ）風船フェチDVD

2005年
- 同級生 松岡理穂・伊吹理沙（1月1日、ワンズファクトリー）
- 眼鏡ボクサー（2月1日 ワンズファクトリー）オムニバス作品
- いつも笑顔で…。 （2月15日、ワープエンタテインメント）
- エネマゲドン 2nd 〜うんこの出ない女子格闘浣腸AVセカンドステージ突入〜（2月17日、ナチュラルハイ）
- アナルオーガズム（3月1日、ワンズファクトリー）
- 街で噂の風俗店 私が身体で検証します!（3月4日、ディープス）
- 女子校生拉致監禁 VOL.22（3月18日、ゴーゴーズ）
- アナルメイトJAPAN（4月13日、グローリークエスト）
- 学校でしよう 9（5月14日、フリービジョン）オムニバス作品
- レズスポーツ第3弾 〜涼華学園女子剣道部〜（4月21日、ディープス）
- 淫らなお姉さんは好きですか 14（5月7日、クリスタル映像）
- 集団病棟ジャック（5月15日、ドグマ）
- 近親白書 母親失格（5月25日、マドンナ）
- 恥ずかしいコト。特別編集 五大元素集団視姦（6月2日、アウダーズジャパン）
- 可愛いメイドのエロいキスと責められる快感（6月10日、AVS）
- ぶた鼻3PレズSEX（6月10日、アロマ企画）
- インモラルレズビアン 3（6月13日、プールクラブ）
- ああ先生。僕をペットにして下さい…（6月29日、ビー・スバル・プロモーション）オムニバス作品
- 新宿桃色劇場 第一話（6月、武装戦士）
- 童貞キラー女子痴校生3（7月15日、ジェイモデル）
- バイブの虜 15（7月17日、プールクラブ）オムニバス作品、
- SOD的HOT DOG モテる男になるための女の口説き方マガジン!（7月21日、SODクリエイト）オムニバス作品
- 強制肉便器 女子校生残虐白書 2枚組200min（8月1日、MOODYZ）
- ツインテール 女子校生（8月5日、TMA）
- 淫魔CINEMASHOW5 淫魔収容所 2（8月7日、アタッカーズ）
- Gothic ［愛慕］（8月10日、ドリームチケット）
- イキまくり強制連続絶頂（8月12日、タカラ映像）
- 体感ファックif… 36 優等生or落ちこぼれ（8月19日、桃太郎映像出版）
- DEEP・INSIDE・HOLE!10（8月19日、桃太郎映像出版）オムニバス作品
- ギャルまんちょ 2（8月19日、ドグマ）
- 素人コギャルHEAVEN 4時間 2（8月26日、ケイ・エム・プロデュース）おかず。作品『素人コギャルHEAVEN』のセルDVD化作品
- エロメガネ（9月1日、ワンズファクトリー）
- レズアナル（9月2日、桃太郎映像出版）
- 艶熟女社長愛憎接吻（9月2日、アウダースジャパン）
- ギャル中出し（9月16日、タカラ映像）
- 本物痴漢師バス 2（9月20日、ホットエンターテイメント）
- オジコンギャルのおやじ逆ナンパ 2（9月25日、ホットエンターテイメント）
- 調教三部作 第一章 いじめ調教（10月20日、桃太郎映像出版）
- 調教三部作 第二章 ぬるぬる生姦調教（10月20日、桃太郎映像出版）
- 調教三部作 最終章 Slave＆Master（10月20日、桃太郎映像出版）
- 性域なきモザイク改革 松岡理穂にぶっかけ100発（11月3日、桃太郎映像出版）
- アナル乱交（11月4日、甲斐正明事務所(ブリット））
- 欲情不倫妻 〜オフィス調教〜（11月9日、グローバルメディアエンタテインメント）
- ルーズソックス女子校生しか見たくない!4時間（11月18日 TMA）
- ヤリたい盛りの女子校生にお願い。「若さに任せた未発達な悩殺姿を見せてください」（11月20日、メディアステーション）
- 淫魔 CINEMA SHOW 7 淫魔学園 2（12月7日、アタッカーズ）
- 汚辱のチアリーダー（12月9日(レンタル）/2006年4月21日(セル）、シネマジック）

2006年
- 従順私設秘書（1月5日、タカラ映像）
- 蛇縛のレズリンチ 2（1月8日、アタッカーズ）
- Mの棲む家 其の三（1月12日、ゴーゴーズ）
- ねぇ、お兄ちゃん! 01（3月17日、ゴーゴーズ）他多数出演
- 達磨アクメ 八 火だるま絶頂地獄編(8月12日、BabyEntertainment)
- 制服少女生挿入!（8月19日、オアシス）
- 史上最強の妹（9月7日、アタッカーズ）
- AVギャルの素人電車男逆ナンパ180分（9月22日、ビッグモーカル）

2007年
- 生が最高! ぐりずぼッ!!（2月7日、桃太郎映像出版）
- 女子校生監禁凌辱 鬼畜輪姦70 リベンジハイスクール（4月7日、アタッカーズ）
- ギャルコレ! Neo 4時間（7月20日、おかず。(ケイ・エム・プロデュース））